# Мятеж Акакия Элиавы
Мятеж Акакия Элиавы (груз. 1998 წლის საქართველოს სახელმწიფო გადატრიალების მცდელობა) — неудачная попытка восстания в ночь на 20 октября 1998 года, организованного группой офицеров-звиадистов во главе с подполковником Акакием Элиава в западной Грузии против правительства президента Эдуарда Шеварднадзе.

## События
В два часа ночи с 19 на 20 октября 1998 года в танковой бригаде Министерства обороны Грузии, дислоцированной в Сенаки, вспыхнул мятеж. В 2 часа ночи начальник штаба спецназа «Сатурн» грузинского Министерства госбезопасности Абхазии бывший подполковник Акакий Элиава со своими сторонниками, захватив вооружение в воинской части, выдвинулся на танках и БМД в направлении Самтредиа. По дороге к нему присоединился бывший префект Мартвильского района заместитель командира 17-й мотострелковой бригады полковник Реваз Асмава. Мятежники перекрыли дорогу на Поти, потребовав отставки президента Шеварднадзе. В район вооружённого выступления отправились министр обороны Давид Тевзадзе и министр госбезопасности Джемал Гохикидзе, но в ходе переговорного процесса мятежники захватили в заложники уполномоченного президента в Имеретии Теймураза Шашиашвили и министра госбезопасности Грузии, после чего они двинули свою танковую колонну на второй по величине город страны — Кутаиси. Председатель парламентского комитета по обороне и безопасности Реваз Адамия заявил, что за действиями повстанцев стоят российские спецслужбы.
Вечером мятежники вошли в пригород Кутаиси, где вступили в короткий бой с правительственными силами, после чего отошли к реке Цхенисцкали. По сообщениям The New York Times повстанцы захватили деревню Губи в 6 км от Кутаиси и около 50 жителей присоединились к ним. К 18 часам вечера восставшая бригада была окружена правительственными войсками и по специально оставленному коридору отступила обратно на место дислокации. Часть мятежников сдалась властям. Элиава вместе со своими сторонниками скрылся в лесах.
Акакий Элиава был убит 9 июля 2000 года в Зестафони, когда спецотряд МГБ проводил операцию по освобождению полицейских, взятых Элиавой в заложники.